# 巴雷拉岩
巴雷拉岩（英語：Barela Rock）是南極洲的岩石，位於瑪麗伯德地，處於馬歇爾群島的普日貝謝夫斯基島南部，美國地質調查局根據測量和美國海軍拍攝的空中照片繪入地圖，現時由南極條約體系管理。